# Le Duc (roman)
Pour les articles homonymes, voir Le Duc.
Le Duc (titre original : The Duke of Caladan) est un roman publié en 2020 et rédigé par Brian Herbert et Kevin J. Anderson qui s’intègre dans l’univers de Dune de Frank Herbert. Il s'agit du premier tome d'une série appelée Chroniques de Caladan.

## Résumé
Le Duc Leto Atréides, sa concubine et le jeune Paul Atréides vivent une vie paisible sur la planète Caladan. Un attentat, ourdi par un groupement rebelle à l'empire, amène par hasard le duc Leto à sauver l'empereur d'un attentat qui détruit de nombreuses familles du Landsraad. Les complots s'ensuivent alors entre les familles pour récupérer les sièges désormais vacants. Peu intéressé par la politique extérieure à sa planète, le duc Leto, son fils Paul ainsi que leurs compagnons d'armes s'attachent plutôt à gérer au mieux leur planète, d'autant plus qu'un vaste trafic de drogue issu d'une plante autochtone a été mis en place par un personnage inconnu. Malheureusement, tous les événements vont conduire le duc à devoir se mêler des combines politiques du Landsraad afin d'obtenir une plus grande responsabilité pour rétablir l'honneur de sa maison...